# روبرت س. تاكر
روبرت س. تاكر (بالإنجليزية: Robert C. Tucker)‏ هو دبلوماسي وعالم سياسة ومؤرخ وكاتب أمريكي، ولد في 29 مايو 1918 في كانساس سيتي في الولايات المتحدة، وتوفي في 29 يوليو 2010 في برينستون في الولايات المتحدة.